# Krapkowice
Krapkowiceⓘ (niem. Krappitz, cz. Krapkovice, Chrapkovice) – miasto w Polsce położone w województwie opolskim, w powiecie krapkowickim, siedziba gminy miejsko-wiejskiej Krapkowice. Historycznie leży na Górnym Śląsku, w Kotlinie Raciborskiej, będącej częścią Niziny Śląskiej. Przepływają przez nie rzeki Odra i Osobłoga.
W latach 1975–1998 miasto administracyjnie należało do województwa opolskiego.
Według danych GUS z 1 stycznia 2024 r. miasto liczyło 15 282 mieszkańców.

## Geografia

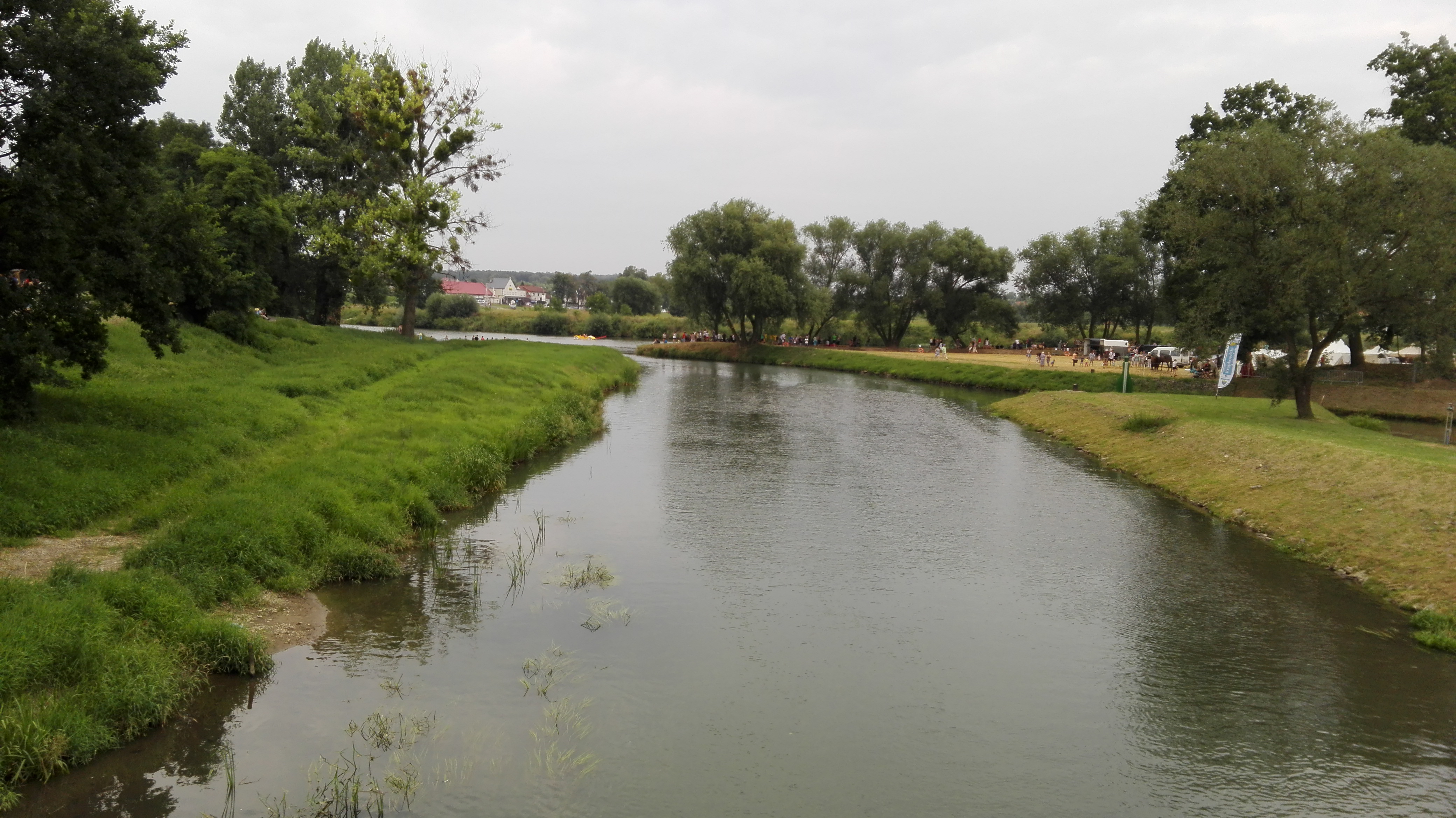
Osobłoga uchodząca do Odry, po prawej port jachtowy

### Położenie
Miasto jest położone w południowo-zachodniej Polsce, w województwie opolskim, około 24 km od granicy z Czechami, w Kotlinie Raciborskiej, przy granicy gminy Krapkowice z gminą Gogolin. Krapkowice położone są na wysokości 170 m n.p.m., u ujścia rzeki Osobłogi do Odry. Znaczna część starej części Krapkowic i Otmętu leży na wapieniach triasu (formacja gogolińska), które były wydobywane w kilku kamieniołomach zachowanych częściowo do dziś, choć już nieczynnych, podobnie jak zespół starych pieców wapienniczych. Przez miasto przepływa Odra, stąd są tu także osady rzeczne kenozoiku, a sama rzeka tworzy tzw. przełom krapkowicki.

### Środowisko naturalne
Średnia temperatura roczna wynosi +8,6 °C. Pokrywa śnieżna występuje od grudnia do kwietnia. Duże zróżnicowanie dotyczy termicznych pór roku. Średnie roczne opady atmosferyczne w rejonie Krapkowic wynoszą 617 mm dominują wiatry zachodnie.

### Podział miasta
Według Krajowego Rejestru Urzędowego Podziału Terytorialnego Kraju częściami Krapkowic są:
- Abisynia
- Błonie
- Cegielnia
- Otmęt
- Śluza

W mieście znajdują się również osiedla:
- Klonowy Zakątek
- Odrzańskie Tarasy
- os. 1000-Lecia
- os. Powstańców Śląskich
- os. XXX-lecia

## Nazwa

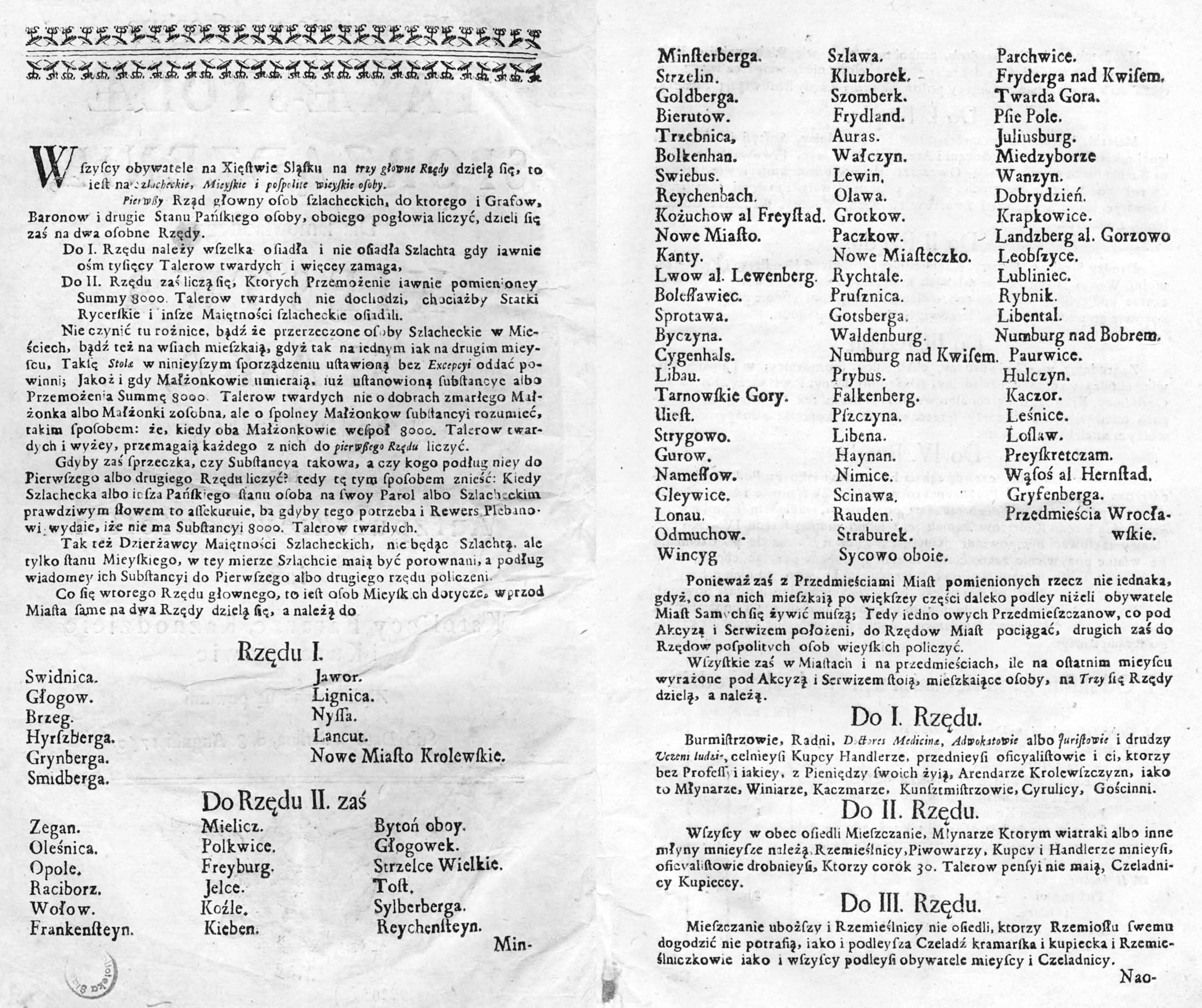
Nazwa Krapkowice wśród innych nazw śląskich miejscowości w urzędowym pruskim dokumencie z 1750 roku wydanym w języku polskim w Berlinie.

Według jednej z teorii nazwa miejscowa Krapkowice pochodzi od starosłowiańskiego imienia Chrapek. Końcówka „ice” lub jej staropolska starsza wersja („icze”) charakterystyczna jest dla słowiańskich nazw patronimicznych wywodzących się od osad rodowych. Oznacza ona potomków założyciela lub właściciela miasta, czyli Chrapkowiczów, od których wywodzi się pierwotna nazwa z 1204 roku Chrapkowice.
Z kolei niemiecki nauczyciel Heinrich Adamy wywodził nazwę miejscowości od staropolskiej nazwy określającej siłę fizyczną „krzepy”. W swoim dziele o nazwach miejscowych na Śląsku wydanym w 1888 roku we Wrocławiu jako najstarszą nazwę miejscowości wymienia Krzepicz podając jej znaczenie „Befestigter Ort”, czyli w języku polskim „Mocna, umocniona miejscowość”. Nazwa wsi została później fonetycznie zgermanizowana na Krappitz i utraciła swoje pierwotne znaczenie. Po II wojnie światowej zgermanizowana nazwa została spolonizowana na Krapkowice i nie wiąże się obecnie z pierwotnym znaczeniem.
Miejscowość nazywano później także po łacinie Crapicz oraz niemiecku Crapkowitz i Krappitz (1294 r.). W spisanym po łacinie dokumencie średniowiecznym Bolesława opolskiego z dnia 1 września 1310 roku miasto wymienione jest pod nazwą Crapicz.
W roku 1613 śląski regionalista i historyk Mikołaj Henel z Prudnika wymienił miejscowość w swoim dziele o geografii Śląska pt. Silesiographia podając jej łacińskie nazwy: Crappicium, Crapicium. W dziele Matthäusa Meriana pt. „Topographia Bohemiae, Moraviae et Silesiae” z 1650 roku miejscowość wymieniona jest pod nazwami Krappitz oraz Bruenick i Brudnick. W 1750 roku polska nazwa Krapkowice wymieniona została w języku polskim przez Fryderyka II pośród innych miast śląskich w zarządzeniu urzędowym wydanym dla mieszkańców Śląska.
W alfabetycznym spisie miejscowości na terenie Śląska wydanym w 1830 roku we Wrocławiu przez Johanna Knie miejscowość występuje pod nazwą niemiecką Krapitz oraz polską Krapkowice. W 1837 roku w statystycznym opisie Prus wymienione są jako Krappitz (poln. Krapkowicz). Topograficzny opis Górnego Śląska z 1865 roku notuje miejscowość we fragmencie „Der Name der Stadt Krappitz, polnisch Krapkowitz”. Polską nazwę Krapkowice w książce „Krótki rys jeografii Szląska dla nauki początkowej” wydanej w Głogówku w 1847 wymienił śląski pisarz Józef Lompa. Słownik geograficzny Królestwa Polskiego podaje dwie niemieckie Krapitz, Krappitz oraz trzy polskie nazwy miejscowości Chrapkowice, Krapkowice i Krapowice.
W polskiej książce geologicznej z 1903 roku widnieje nazwa Kropiwnica nad Odrą.
Na polskiej mapie WIG z 1932 roku jako polska nazwa widnieje Chrapowice.

## Historia

### Średniowiecze

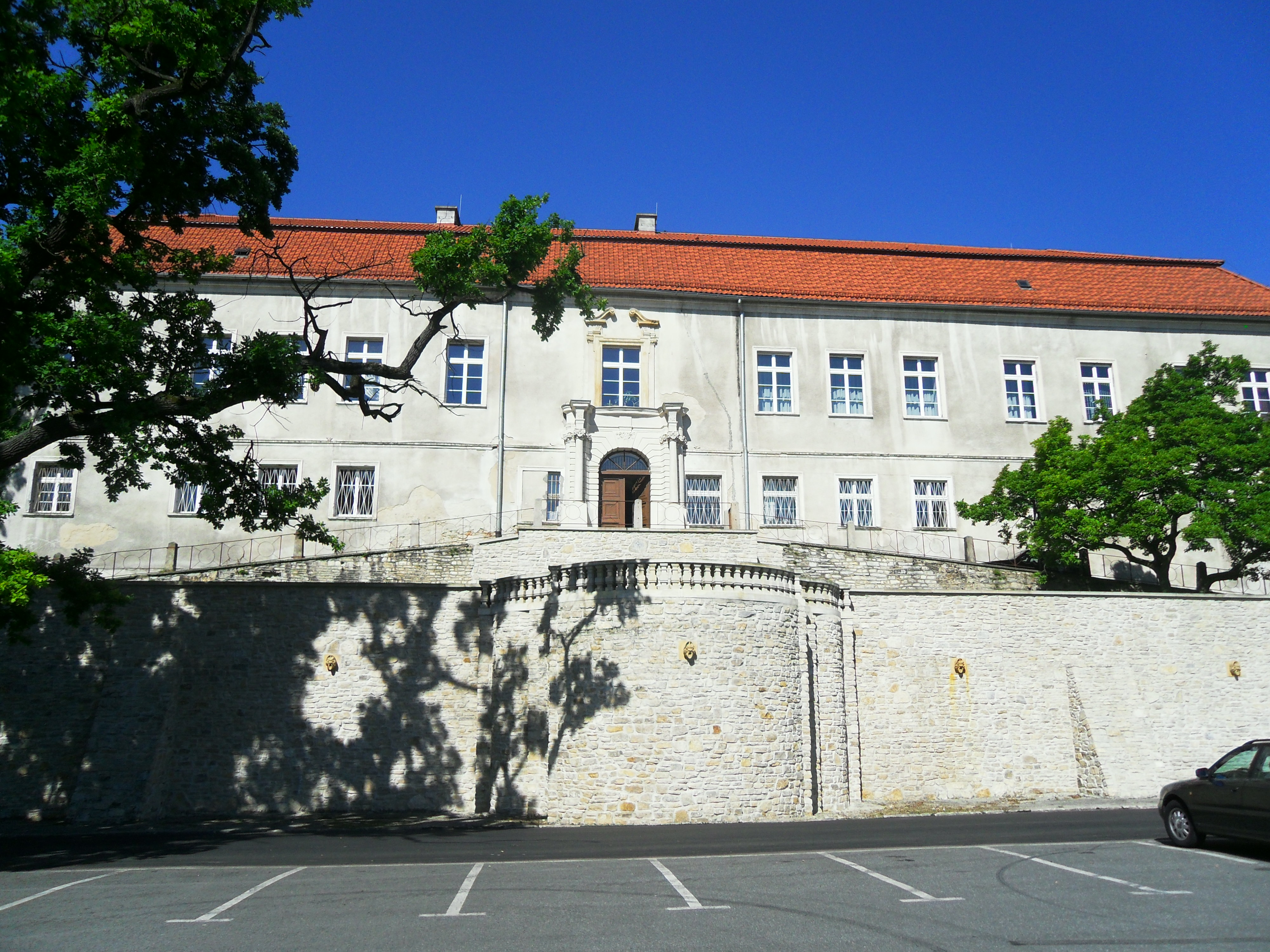
Zamek w Krapkowicach – widok od strony Osobłogi. Obecnie siedziba zespołu szkół zawodowych

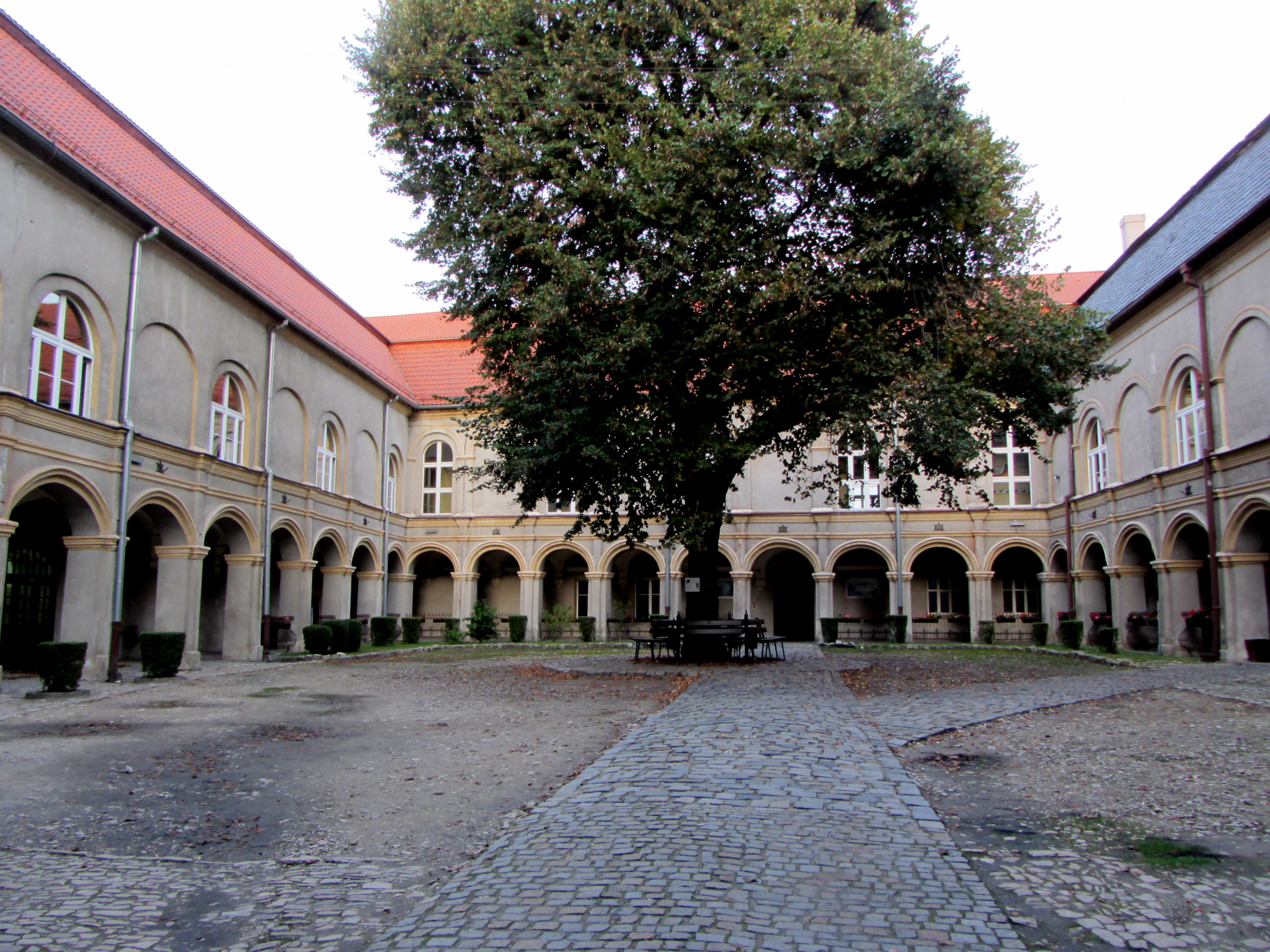
Zamek w Krapkowicach – dziedziniec

Z XIII wieku pochodzą pierwsze wzmianki na temat miasta, pod nazwą Chrapkowice (od nazwiska Chrapek), oraz Otmętu – osady rybackiej, obecnie części miasta Krapkowic.
Krapkowice uzyskały lokację miejską w 1284 na prawie magdeburskim. W 1294 książę Bolko I opolski, oddał do dyspozycji mieszkańców Crapicz 8 morgów pastwisk między Osobłogą a Odrą, a także łowiska ryb w 2 niedaleko położonych stawach, za co miasto było zobligowane uiszczać w dniu św. Marcina (11 listopada) roczną opłatę w wysokości 14 talarów; dziedziczną władzę w mieście sprawował wójt, wybrany przez księcia.

### XVI–XX wiek

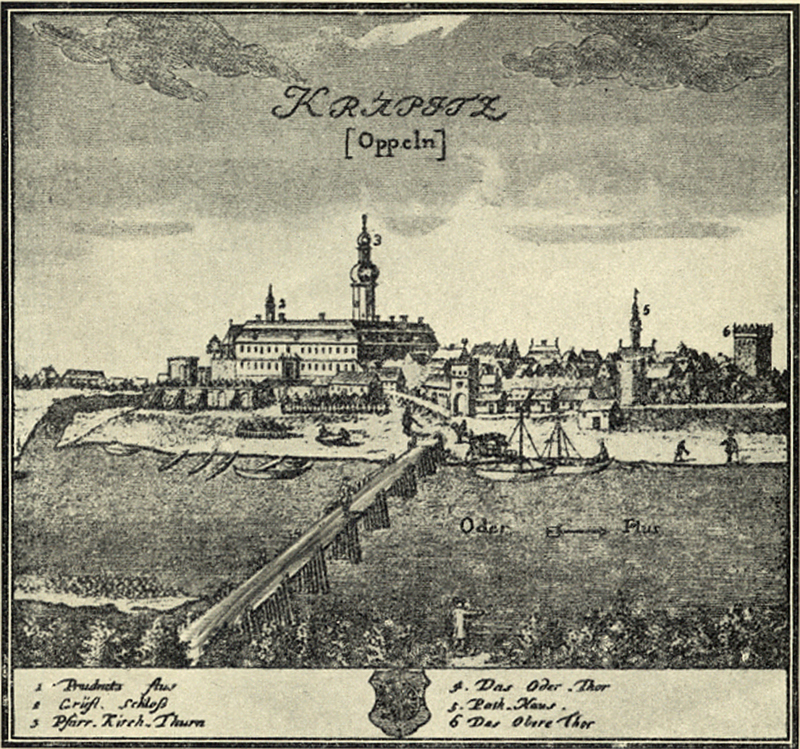
Krapkowice, Friedrich Bernhard Werner – (XVIII w.)

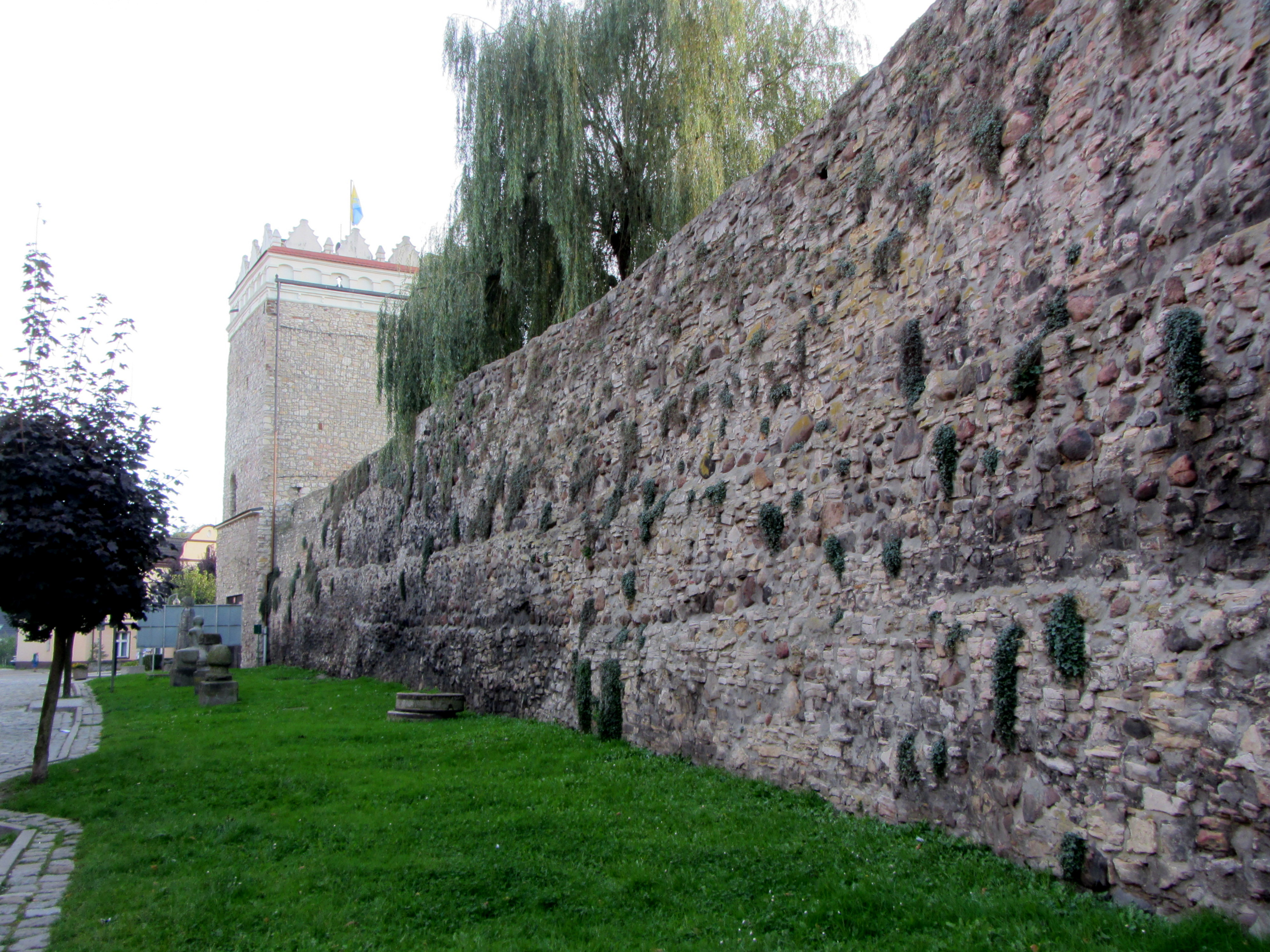
Mury miejskie oraz wieża bramy Górnej

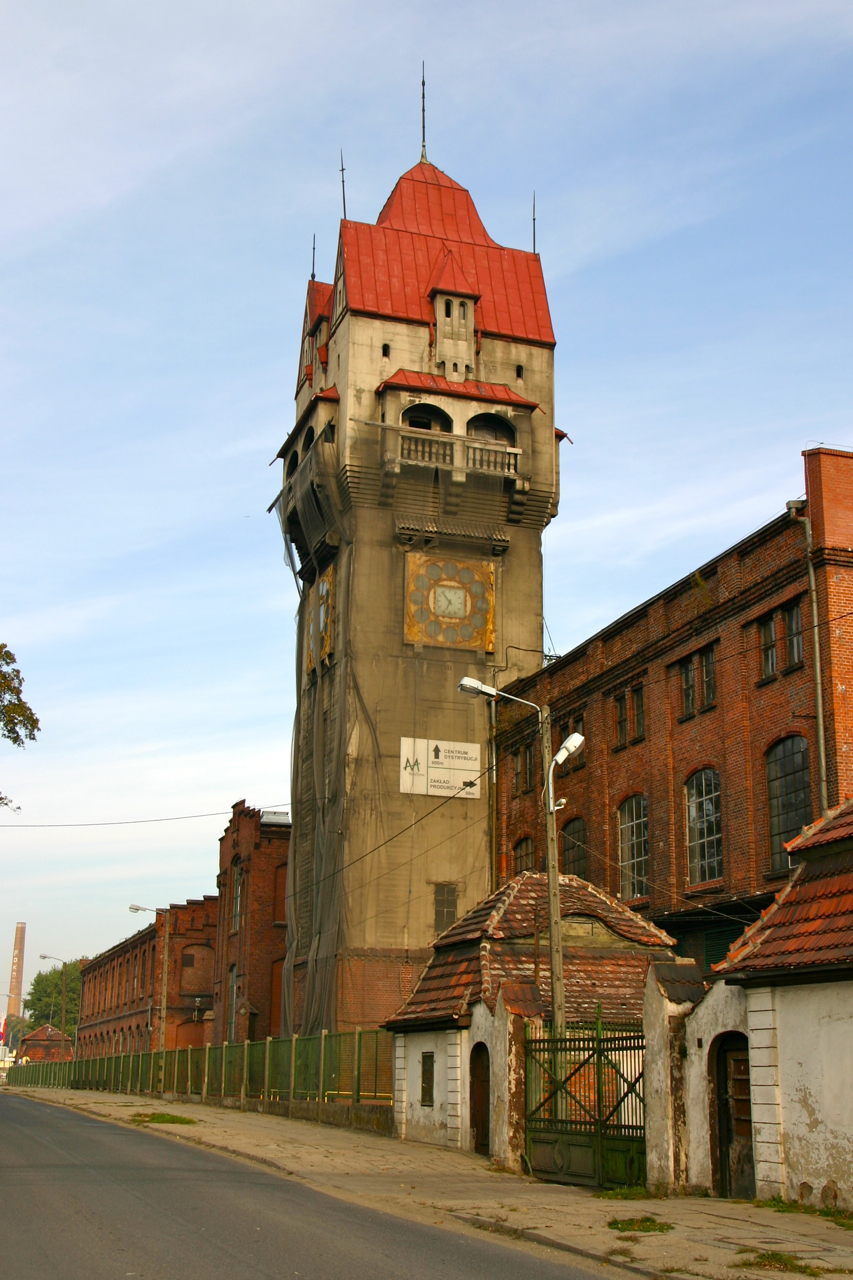
Zakłady papiernicze

W XIV i XV wieku rządy w Krapkowicach sprawował ród Temchinów. Dzięki nim w mieście powstał szpital i szkoła.
W 1531 miasto przeszło pod władzę Habsburgów. W 1582 cesarz Rudolf II Habsburg sprzedał Krapkowice rodzinie Redernów. Zbudowali oni drewniany most na Odrze, który połączył Krapkowice z Otmętem.
W XVIII wieku Krapkowice podlegały inspekcji podatkowej w Prudniku. Po trzech wojnach śląskich toczących się w okresie 1740–1763 miasto znalazło się wraz ze znaczną częścią Śląska w granicach Królestwa Prus. W 1762 wygasł ród Redernów, nowym właścicielem Krapkowic został Karol Wilhelm von Haugwitz.
W 1781 roku w miejscowości mieszkało 985 mieszkańców z czego 975 było chrześcijanami, a 10 żydami. W 1819 roku: 892 katolików, 129 ewangelików oraz 33 żydów; w 1831 roku: 1296 katolików, 238 ewangelików oraz 71 żydów. W 1861 roku z ogólnej sumy mieszkańców wynoszącej 1605 osób – 1067 mówiło po polsku, a 538 po niemiecku. Topograficzny opis Górnego Śląska z 1865 roku notuje, że w roku 1861 w mieście mieszkało 2352 mieszkańców z czego 683 mówiło po polsku, a 1669 po niemiecku. Z kolei inne źródła stwierdzają, iż na początku XIX w. w Krapkowicach dominował język polski.
W 1806 Krapkowice zostały zajęte przez wojska Napoleona Bonapartego.
Miasto zostało zniszczone w wyniku trzech pożarów w 1841, 1852 i 1854. Zostało rozbudowane dzięki środkom płaconym Prusom przez Francję jako kontrybucje wojenne. W 1887 wybudowano kolejny most na Odrze.
W 1896 otwarta została stacja kolejowa Krapkowice na linii Gogolin – Prudnik. Powstały również zakłady przemysłowe (papiernie).

### Dwudziestolecie międzywojenne

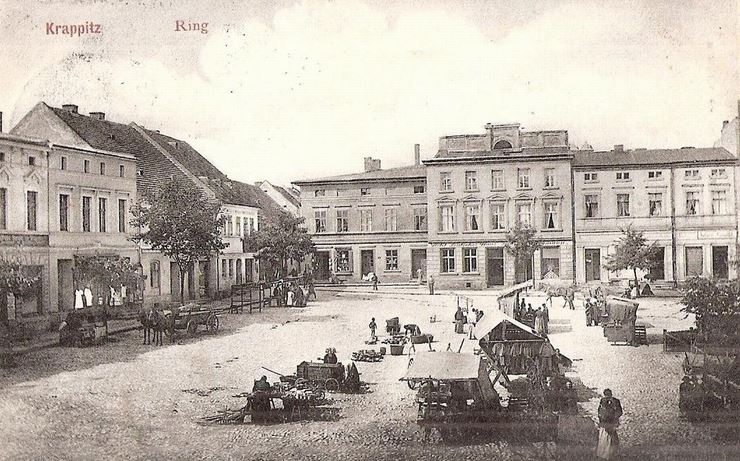
Rynek w Krapkowicach (ok. 1910)

Od 1919 Krapkowice należały do nowo utworzonej prowincji Górny Śląsk. Prowincja została zlikwidowana w 1938, a 18 stycznia 1941 utworzono ją ponownie.
Do głosowania podczas plebiscytu uprawnionych było 2526 osób, z czego 1801, ok. 71,3%, stanowili mieszkańcy (w tym 1716, ok. 67,9% całości, mieszkańcy urodzeni w miejscowości). Oddano 2466 głosów (ok. 97,6% uprawnionych), w tym 2461 (ok. 99,8%) ważnych; za Niemcami głosowały 2369 osoby (ok. 96,1%), za Polską 92 osoby (ok. 3,7%). W obszarze dworskim (niem. Schloss Krappitz) rozkład głosów prezentował się następująco: uprawnione były 142 osoby, z czego 109, ok. 76,8%, stanowili mieszkańcy (w tym 102, ok. 71,8% całości, mieszkańcy urodzeni w obszarze dworskim). Oddano 138 głosów (ok. 97,2% uprawnionych), w tym 138 (100%) ważnych; za Niemcami głosowały 134 osoby (ok. 97,1%), za Polską 4 osoby (ok. 2,9%). W Otmęcie (obecnej dzielnicy, wtedy osobnej wsi) także zwyciężyła opcja proniemiecka w stosunku 655 do 93.
3 maja 1921 most nad Odrą w Krapkowicach został wysadzony przez Polaków w ramach akcji „Mosty” podczas III powstania śląskiego. Odra pod Krapkowicami stanowiła linię frontu. Miejscowość była punktem wypadowym niemieckiej ofensywy w kierunku Góry św. Anny, która rozpoczęła się 21 maja.
W 1931 w Otmęcie działalność rozpoczęła filia koncernu Niemieckie Zakłady Obuwnicze Bata S.A. (istniała do 1980 jako Śląskie Zakłady Przemysłu Skórzanego „Otmęt”).

### Polska Ludowa
Zdobycie Krapkowic 19 marca 1945 przez czewonoarmistów z 80 Dywizji Strzeleckiej 43 Korpusu Strzeleckiego 59 Armii 1 Frontu Ukraińskiego, pozwoliło na włączenie miejscowości w granice Polski Ludowej po rozgromieniu reżimu III Rzeszy.
W tym samym roku tj.1945 miasto zostało przejęte przez polską administrację. Wówczas w Krapkowicach i okolicy została osiedlona między innymi część polskich przesiedleńców z Kresów Wschodnich. Niemieckojęzyczna ludność została wysiedlona na zachód. 7 maja 1946 miastu została nadana obecna nazwa Krapkowice. W 1961 Otmęt został formalnie włączony do Krapkowic.

### III Rzeczpospolita
W 1997 miasto ucierpiało w wyniku powodzi tysiąclecia. Woda weszła do Krapkowic 7 lipca. Fala kulminacyjna przeszła przez nie 10 lipca przy stanie wody na Odrze 1032 cm, a sama powódź trwała do 28 lipca.
Po reformie administracyjnej w 1999 Krapkowice zostały miastem powiatowym.
W 2007 została rozebrana biegnąca przez Krapkowice linia kolejowa z Prudnika do Gogolina, która została zniszczona podczas powodzi w 1997. W tym samym roku został odsłonięty pomnik upamiętniający powódź.
W 2016 roku linia kolejowa została częściowo odbudowana od Prudnika do obiektu wojskowego i zakładów papierniczych w Krapkowicach.

## Demografia
Według danych GUS z 30 czerwca 2018, Krapkowice miały 16500 mieszkańców (8. miejsce w województwie opolskim i 277. w Polsce), powierzchnię 21 km² (9. miejsce w województwie opolskim i 275. miejsce w Polsce) i gęstość zaludnienia 785,3 os./km².
Mieszkańcy Krapkowic stanowią około 25,88% populacji powiatu krapkowickiego, co stanowi 1,67% populacji województwa opolskiego.
| Opis                              | Ogółem | Ogółem | Kobiety | Kobiety | Mężczyźni | Mężczyźni |
| --------------------------------- | ------ | ------ | ------- | ------- | --------- | --------- |
| jednostka                         | osób   | %      | osób    | %       | osób      | %         |
| populacja                         | 16500  | 100    | 8555    | 51,8    | 7945      | 48,2      |
| gęstość zaludnienia (mieszk./km²) | 785,3  | 785,3  | 407,3   | 407,3   | 378       | 378       |

### Liczba mieszkańców miasta
1933 – 5014
1939 – 5568
1988 – 19235
1995 – 20104
1996 – 20088
1997 – 19858
1998 – 19864
1999 – 19114
2000 – 18940
2001 – 18745
2002 – 18723
2008 – 17760
2009 – 17791
2010 – 17602
2011 – 17265
2012 – 17137
2013 – 16924
2014 – 16851
2015 – 16789
2016 – 16615
2017 – 16500

## Zabytki

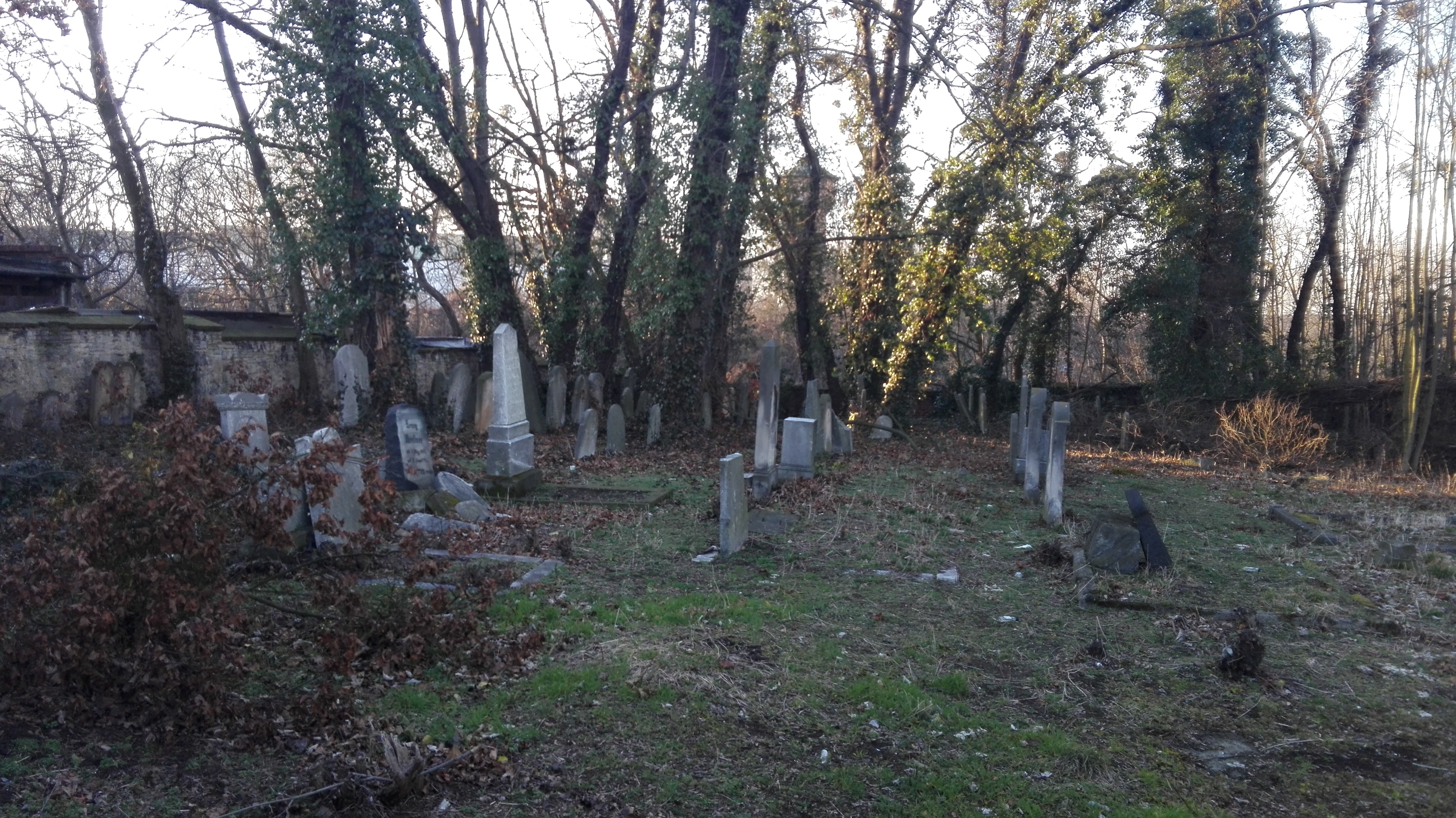
Cmentarz żydowski

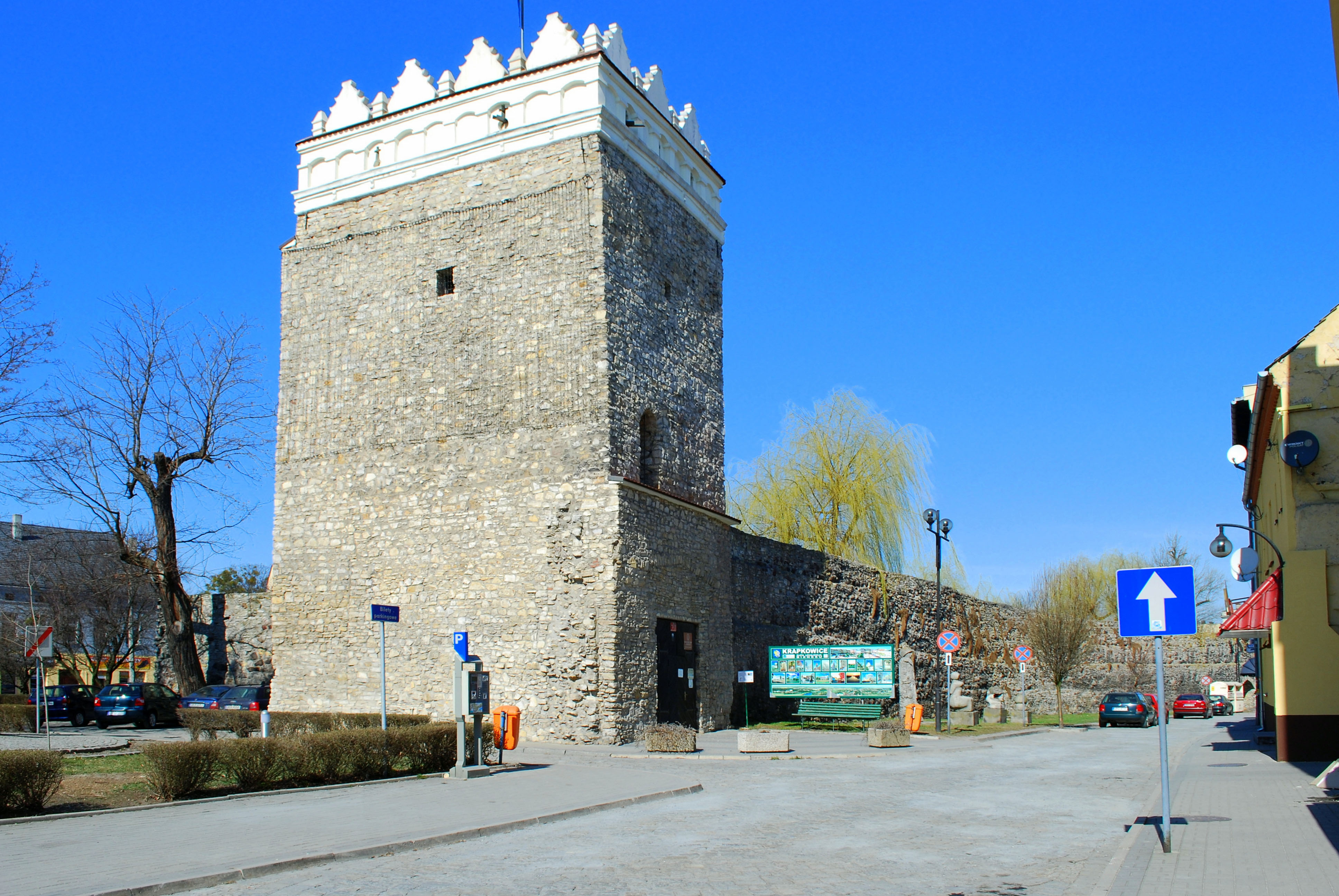
Wieża bramy Górnej

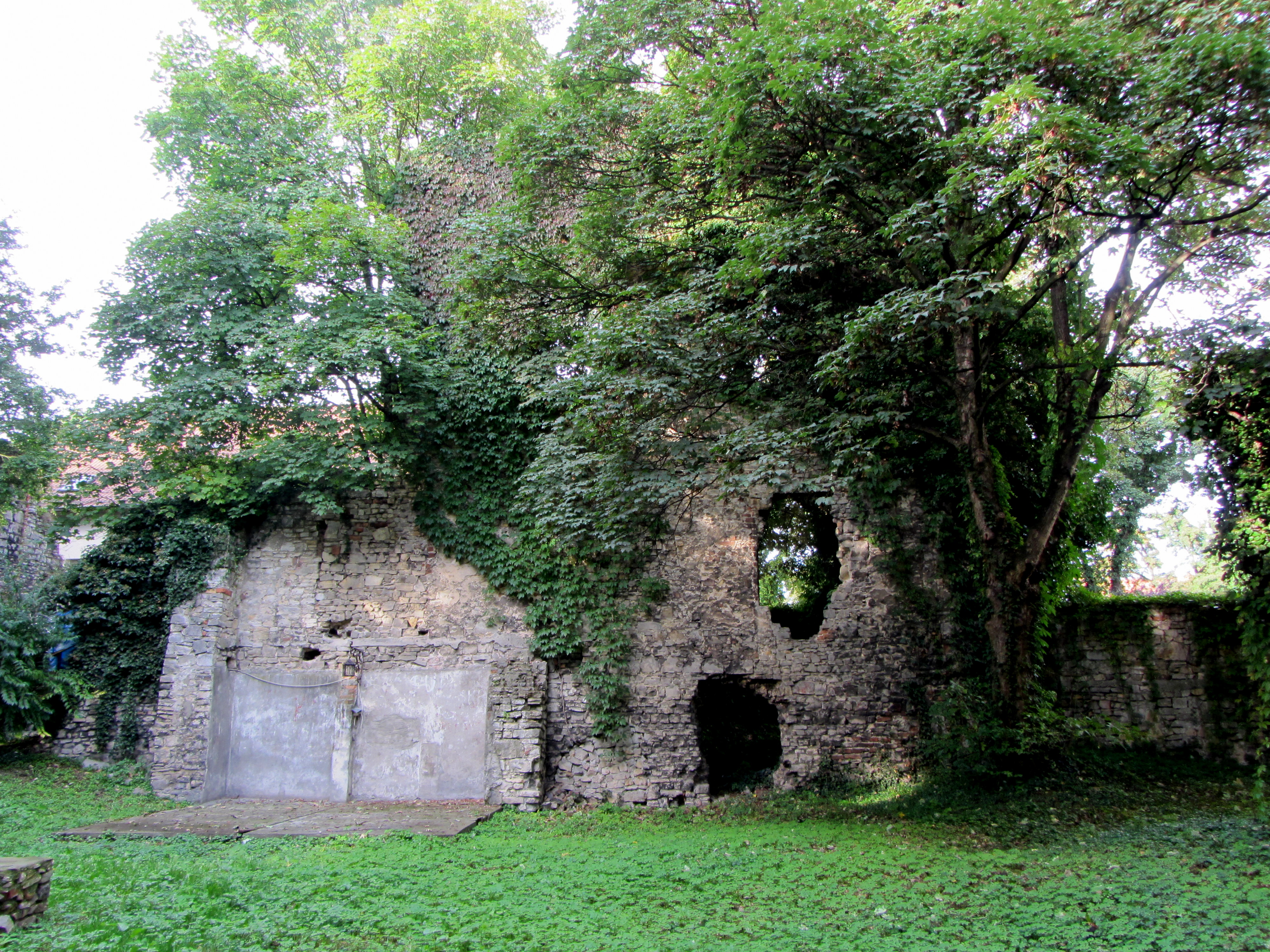
Ruiny zamku w Otmęcie

Do wojewódzkiego rejestru zabytków wpisane są:
- Stare Miasto
- kościół pw. św. Mikołaja, z k. XIV w., XV–XVIII w.
- grób sapera Stanisława Bączka, na cmentarzu komunalnym, z 1946 r.
- mogiła powstańców śląskich, na cmentarzu komunalnym, z 1921 r.
- cmentarz żydowski, ul. Kolejowa, z pocz. XIX w.
- zamek, wzmiankowany już w 1532 jako własności Jerzego Hohenzollerna, 1678 r., XVIII w./XX w.
- mury obronne, fragment, z poł. XIV–XVI w.
- wieża bramy Górnej
- wieża wodna (ruina), ul. Kozielska, z XVII w., XIX w./XX w., wypisana z księgi rejestru
- dom, Rynek 4, z XVIII w[d].
- dom zakonny elżbietanek, ul. Sądowa 8, z 1866 r.
- trzy piece wapiennicze szybowe, ul. Opolska 69 a, 75, 77 a, z pocz. XX w.
- śluza mała na Odrze, z l. 1890–95

Krapkowice – Otmęt
- kościół Wniebowzięcia Najświętszej Marii Panny, zbudowany prawdopodobnie przez zakon templariuszy[42], najstarsza wzmianka o nim pochodzi z 1223 r., przebudowany w kolejnych wiekach: XIV w., XVIII w., i znacznie rozbudowany w latach 1912–1914
- ruiny zamku rycerskiego nad Odrą, zbudowanego prawdopodobnie w XIV wieku i XVI/XVII w., gruntownie przebudowanego w XVIII wieku, w ruinie od połowy XIX wieku, wedle legendy zbudowany przez templariuszy; wieża zamku w 1723 r. przyłączona została do kościoła i zachowała się do dziś.
  - park

## Transport

### Transport drogowy

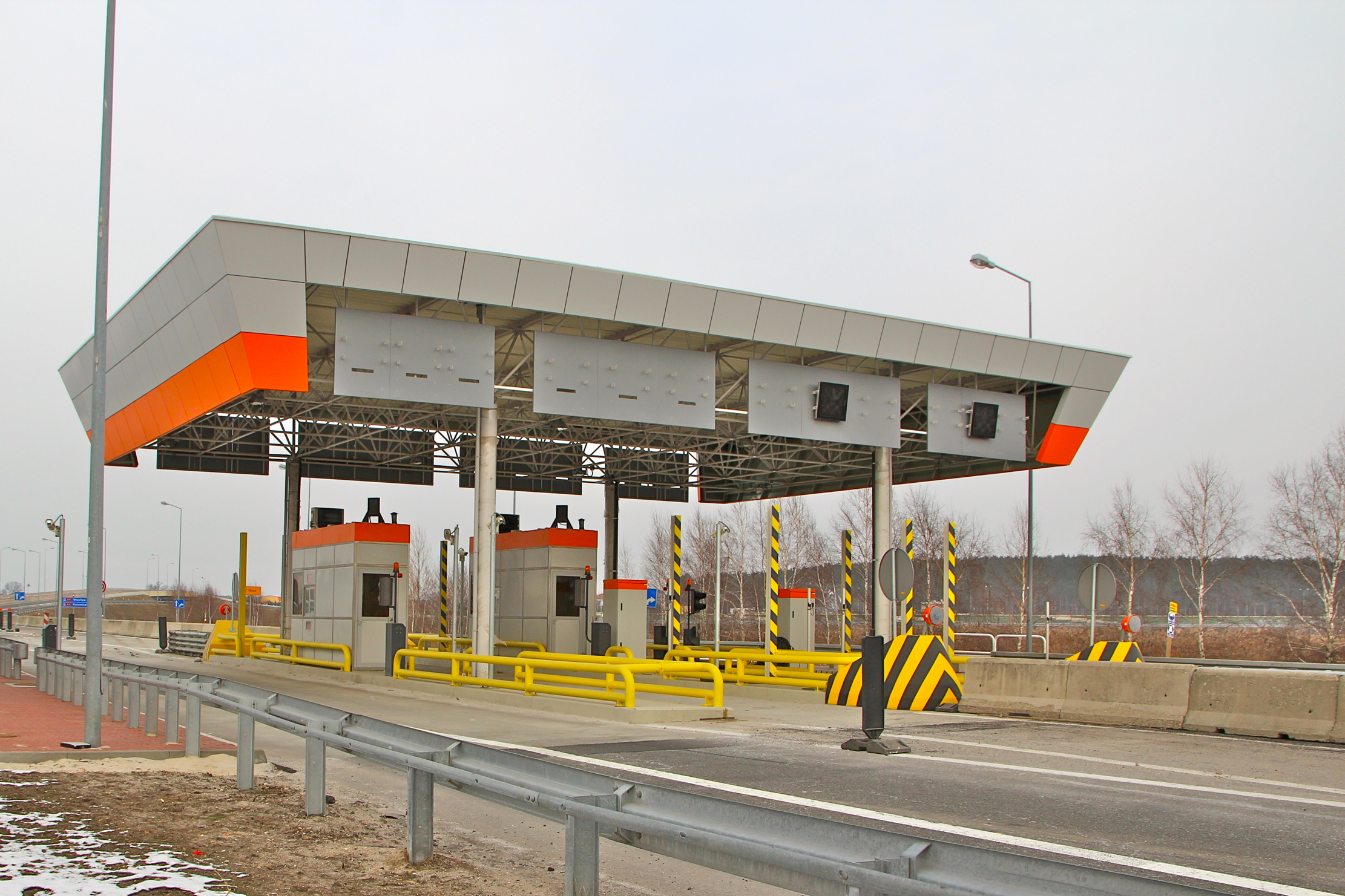
Stacja poboru opłat na autostradzie A4 (Węzeł „Krapkowice”)

Przez Krapkowice przebiegają drogi krajowe:
- A4E40  granica państwa z Niemcami – granica państwa z Ukrainą
- 45 Zabełków – Krzyżanowice – Racibórz – Krapkowice – Opole – Bierdzany – Kluczbork – Praszka – Wieluń – Złoczew

Sieć uzupełniają drogi wojewódzkie:
- 409 Dębina – Krapkowice – Strzelce Opolskie
- 415 Zimnice – Rogów Opolski – Krapkowice
- 416 Krapkowice – Głogówek – Głubczyce – Kietrz – Racibórz
- 423 Opole – Krapkowice – Zdzieszowice – Kędzierzyn-Koźle

Do 2019 r. ruch drogowy pomiędzy lewobrzeżną a prawobrzeżną częścią miasta odbywał się wyłącznie jednym mostem drogowym (nie wliczając przejazdu płatną autostradą A4), co powodowało ogromne problemy z komunikacją. W związku z tym dokonano przebudowy tzw. mostu kolejowego pomiędzy nieistniejącymi stacjami Krapkowice i Krapkowice-Otmęt (aktualnie ul. Obuwników). Ruch na moście północnym dostosowany jest do ruchu pojazdów o dopuszczalnej masie całkowitej nieprzekraczającej 3,5 tony.

### Transport kolejowy

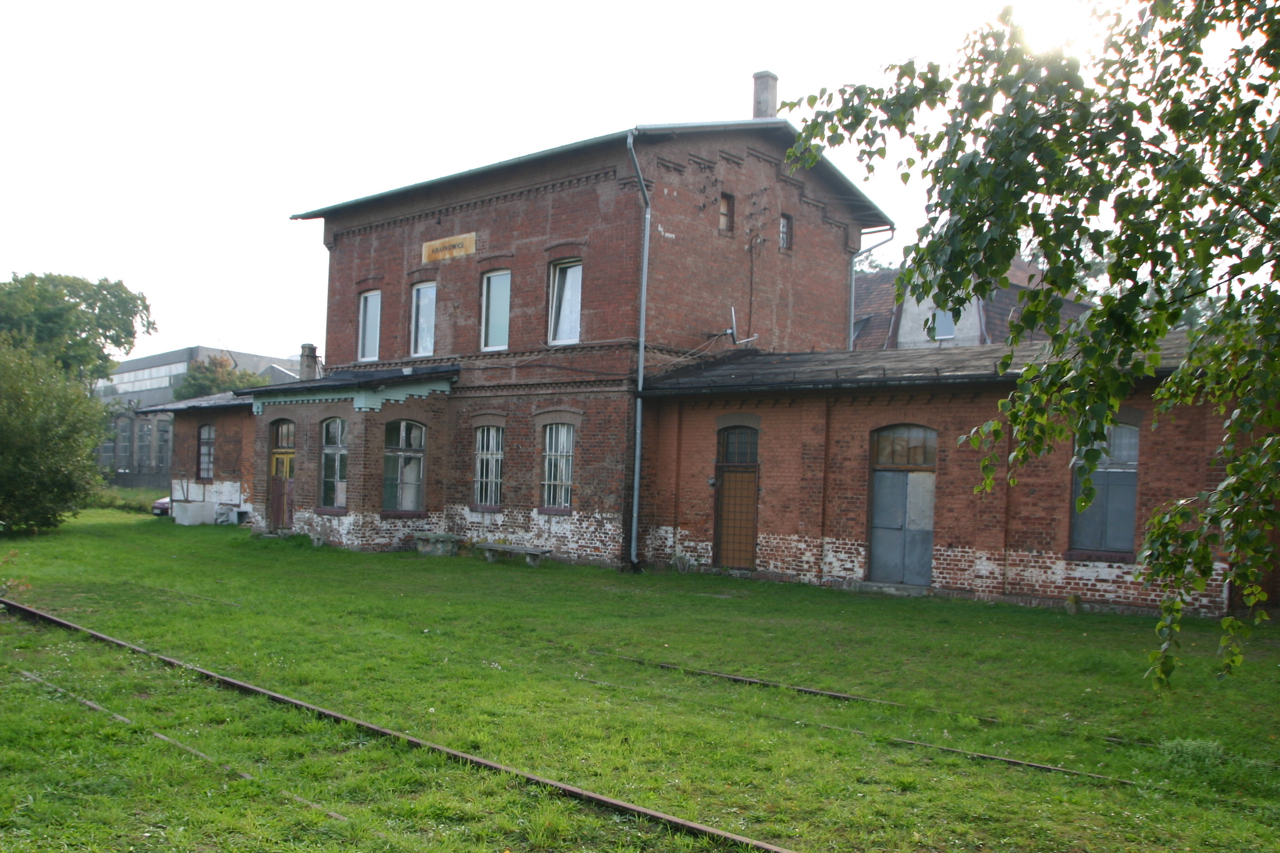
Stacja kolejowa w Krapkowicach

Nieczynna stacja kolejowa w Krapkowicach znajduje się przy ul. Dworcowej. Najbliższa czynna stacja kolejowa znajduje się w Gogolinie.
Lokalni przedsiębiorcy i właściciele majątków ziemskich zawiązali w 1895 spółkę Kolej Prudnicko-Gogolińska z siedzibą w Prudniku, której celem stała się budowa linii lokalnej z Prudnika do Gogolina. Linia kolejowa nr 306 relacji Prudnik – Gogolin została oddana do użytku w 1896. Powódź w 1997 zniszczyła most na Odrze w Krapkowicach, uniemożliwiając dojazd do Gogolina. W 2005 ruch na linii 306 został zawieszony. Zmodernizowana do celów towarowych linia relacji Prudnik – Krapkowice została oddana do użytku w 2016.

### Komunikacja miejska

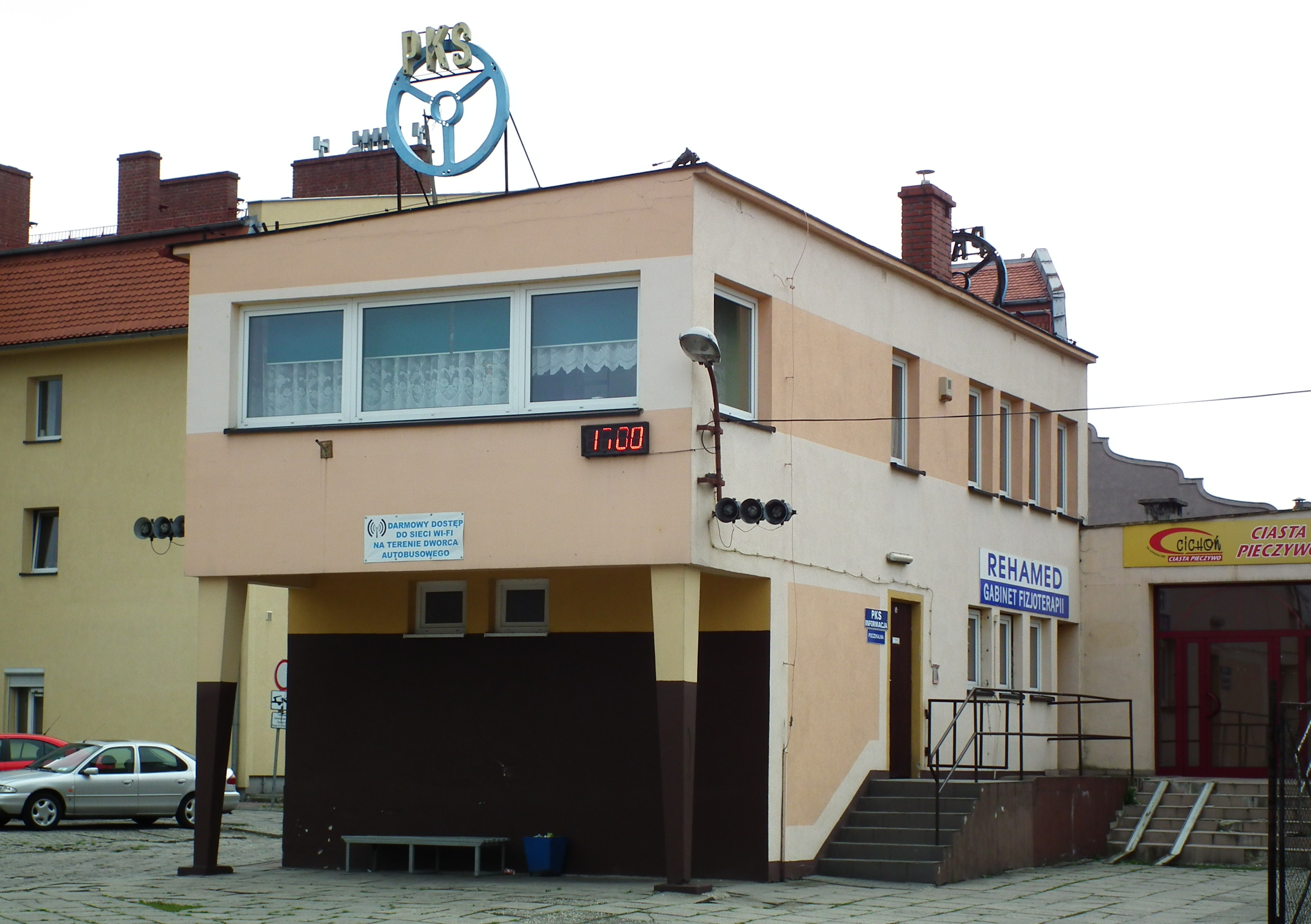
Dworzec autobusowy

Na terenie miasta funkcjonuje komunikacja miejska, świadczenie usług zleca Urząd Miasta. Transport zbiorowy realizowany jest przez firmę PKS Strzelce Opolskie. W porozumieniu z gminą Gogolin, ustawiono również linię autobusową pomiędzy Krapkowicami a Gogolinem.
Dworzec autobusowy w Krapkowicach znajduje się przy ul. Bolesława Głowackiego. Na dzień 23.05.2023 rozpisany jest konkurs na projekt dworca autobusowego, ponieważ aktualny znajduje się w bardzo słabym stanie.

## Media lokalne

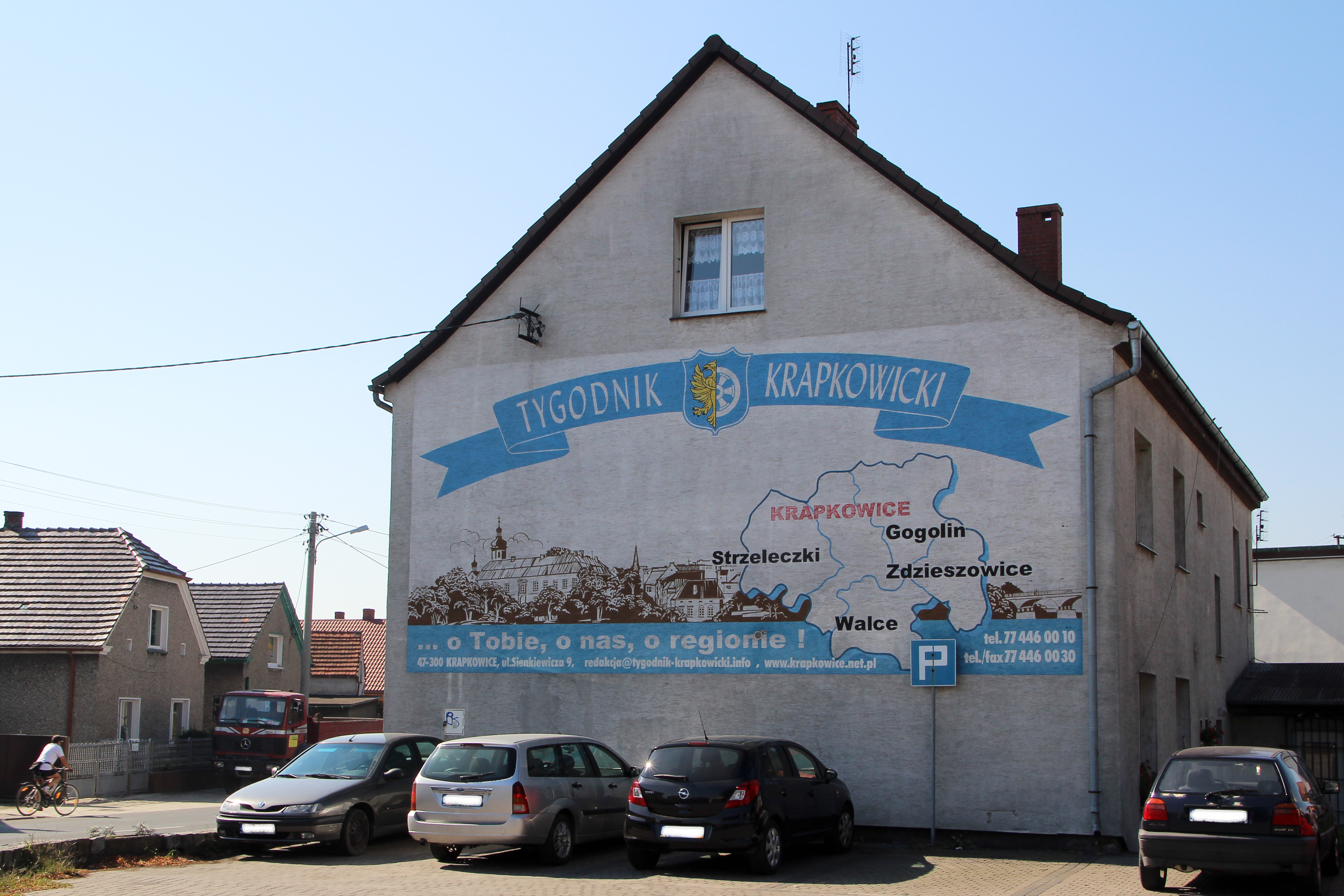
Reklama Tygodnika Krapkowickiego

### Prasa
- Tygodnik Krapkowicki
- Nowiny Krapkowickie
- Nowa Trybuna Opolska – oddział w Krapkowicach

### Telewizja
- TV Krapkowice

### Radio
- Radio Opole – oddział w Krapkowicach

### Portale
- tygodnik-krapkowicki.pl[47]
- nowinykrapkowickie.pl[48]

## Religia

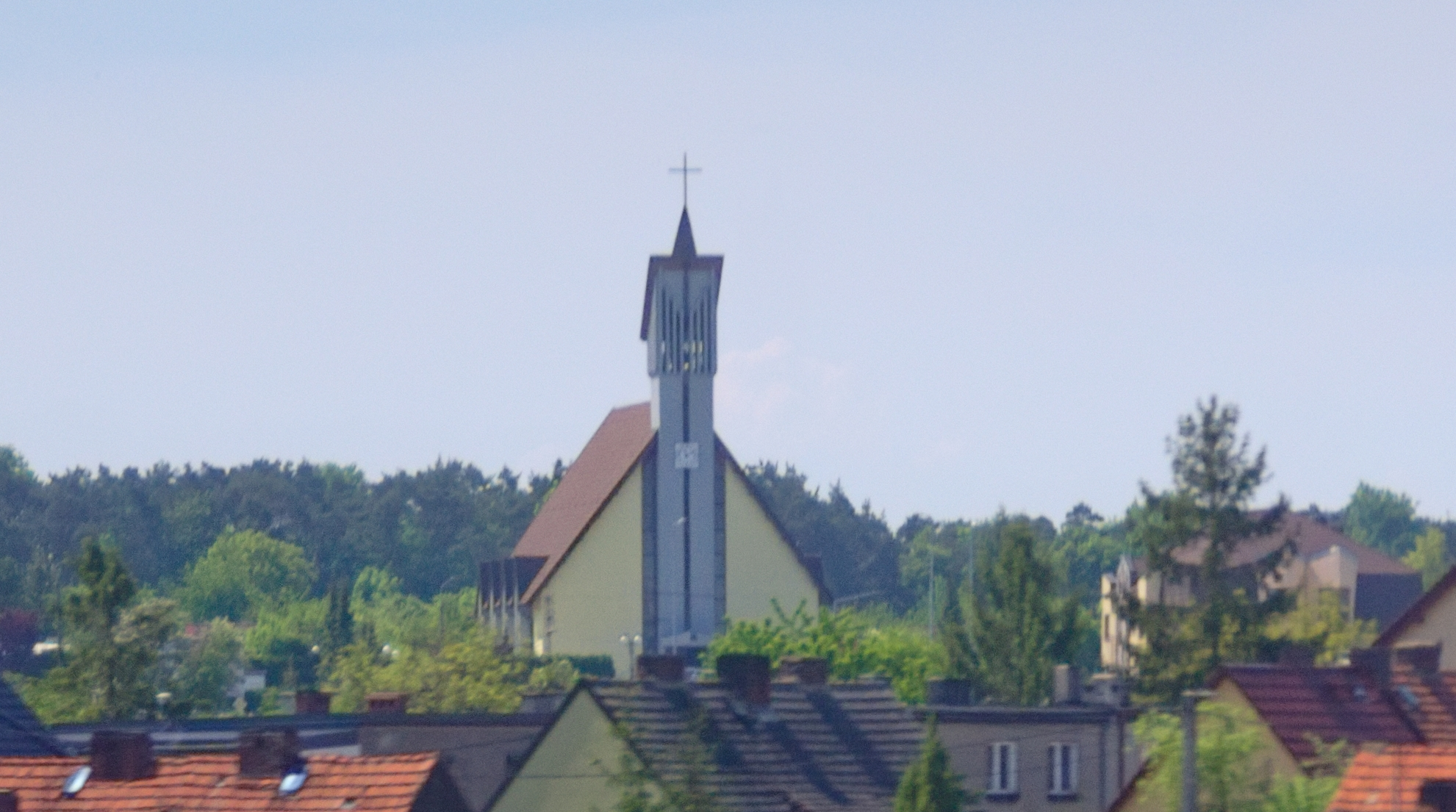
Kościół Ducha Świętego

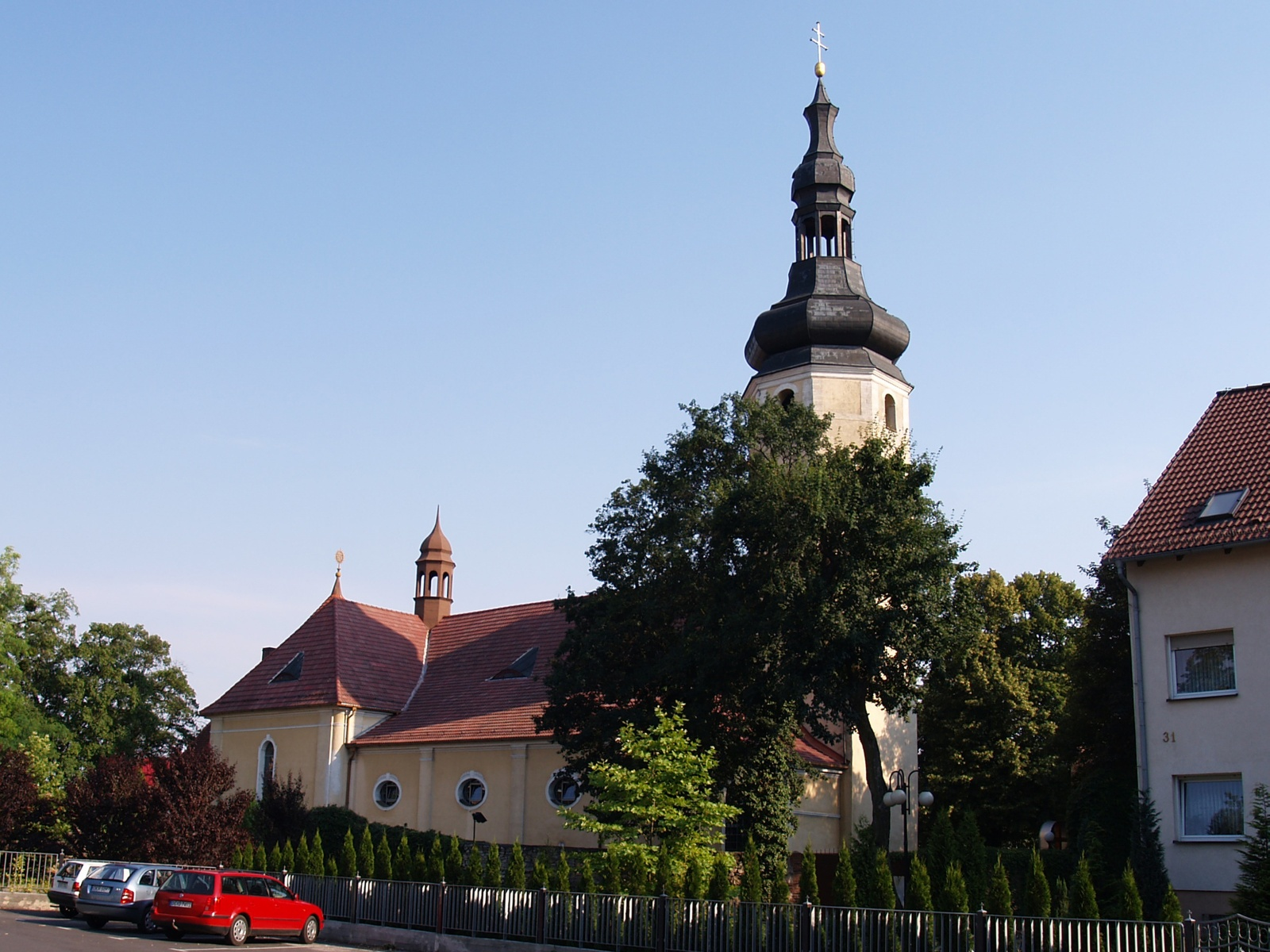
Kościół Wniebowzięcia Najświętszej Maryi Panny w Krapkowicach-Otmęcie

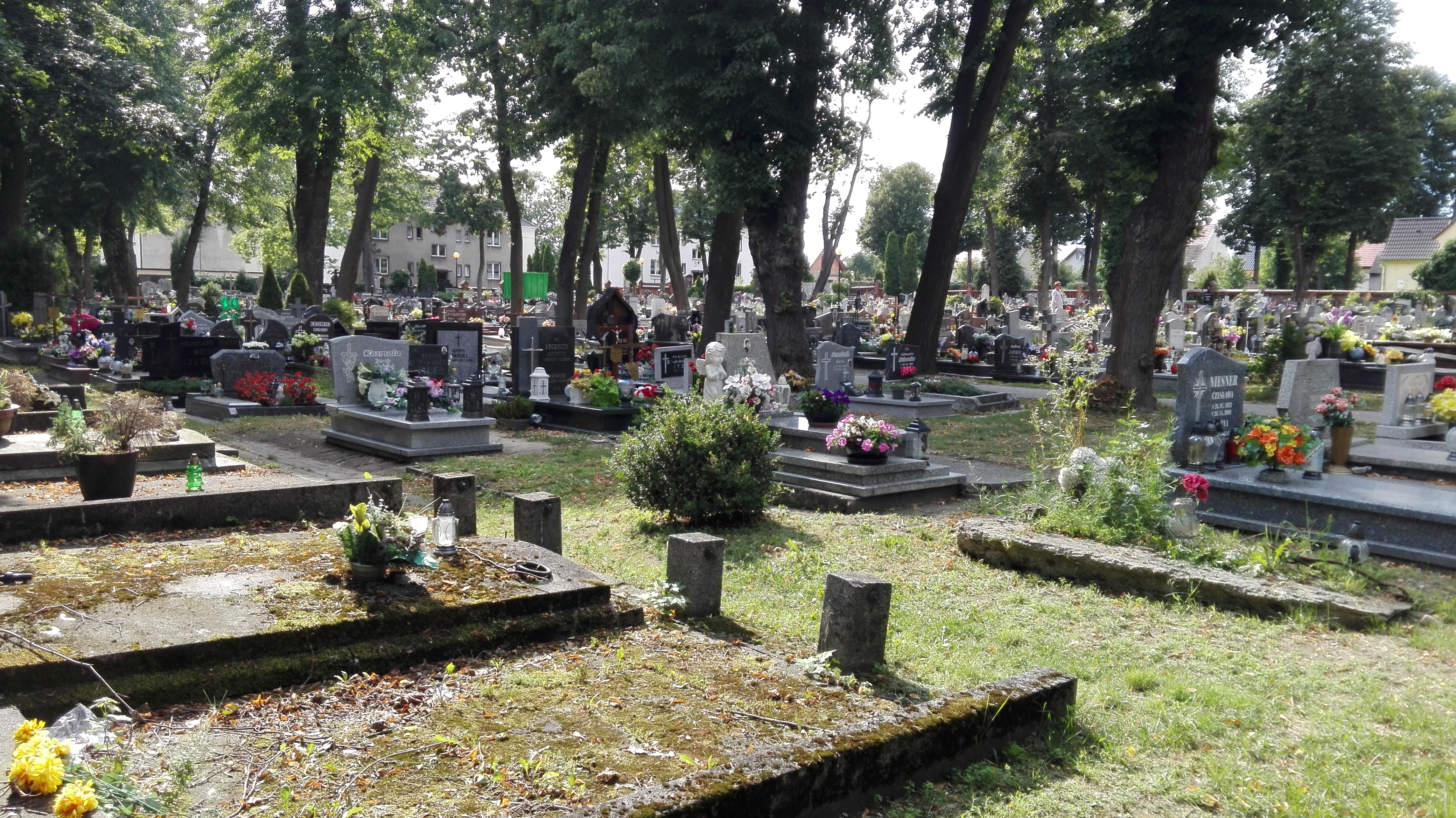
Cmentarz Komunalny (ul. S. Staszica)

### Wspólnoty wyznaniowe

#### Kościół Boży w Chrystusie
- Centrum Chrześcijańskie „Tylko Jezus”[49]

#### Kościół rzymskokatolicki
- Dekanat Krapkowice:
  - parafia Ducha Świętego (ul. Maksymiliana Kolbe 1)[50]
    - kościół Ducha Świętego (ul. Maksymiliana Kolbe 1)[50]

  - parafia św. Mikołaja (ul. Kościelna 8)[50]
    - kościół św. Mikołaja (ul. Kościelna 8)[50]
    - kościół Miłosierdzia Bożego (ul. Sądowa 2)[50]

  - parafia Wniebowzięcia Najświętszej Maryi Panny (ul. Piastowska 18)[50]
    - kościół Wniebowzięcia Najświętszej Maryi Panny (ul. Piastowska 18)[50]

#### Świadkowie Jehowy
- Sala Królestwa (ul. Piastowska 13)[51][52]
  - zbór Krapkowice-Centrum[52]
  - zbór Krapkowice-Otmęt[52]

### Cmentarze
- Cmentarz Komunalny (ul. Stanisława Staszica)
- Cmentarz żydowski (ul. Kolejowa)
- Cmentarz parafialny (ul. Adama Mickiewicza)

## Sport

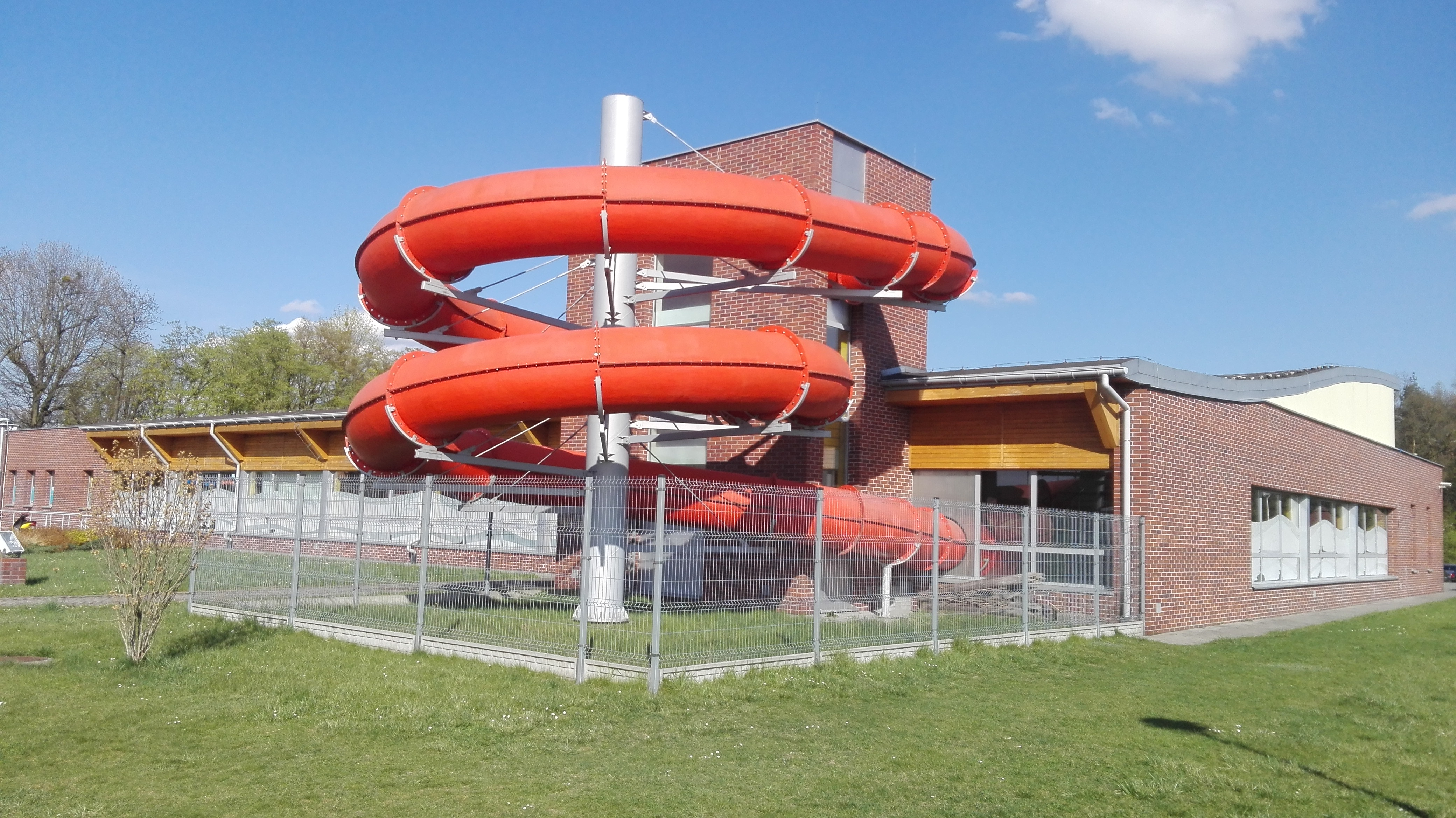
Kryta pływalnia „Delfin”

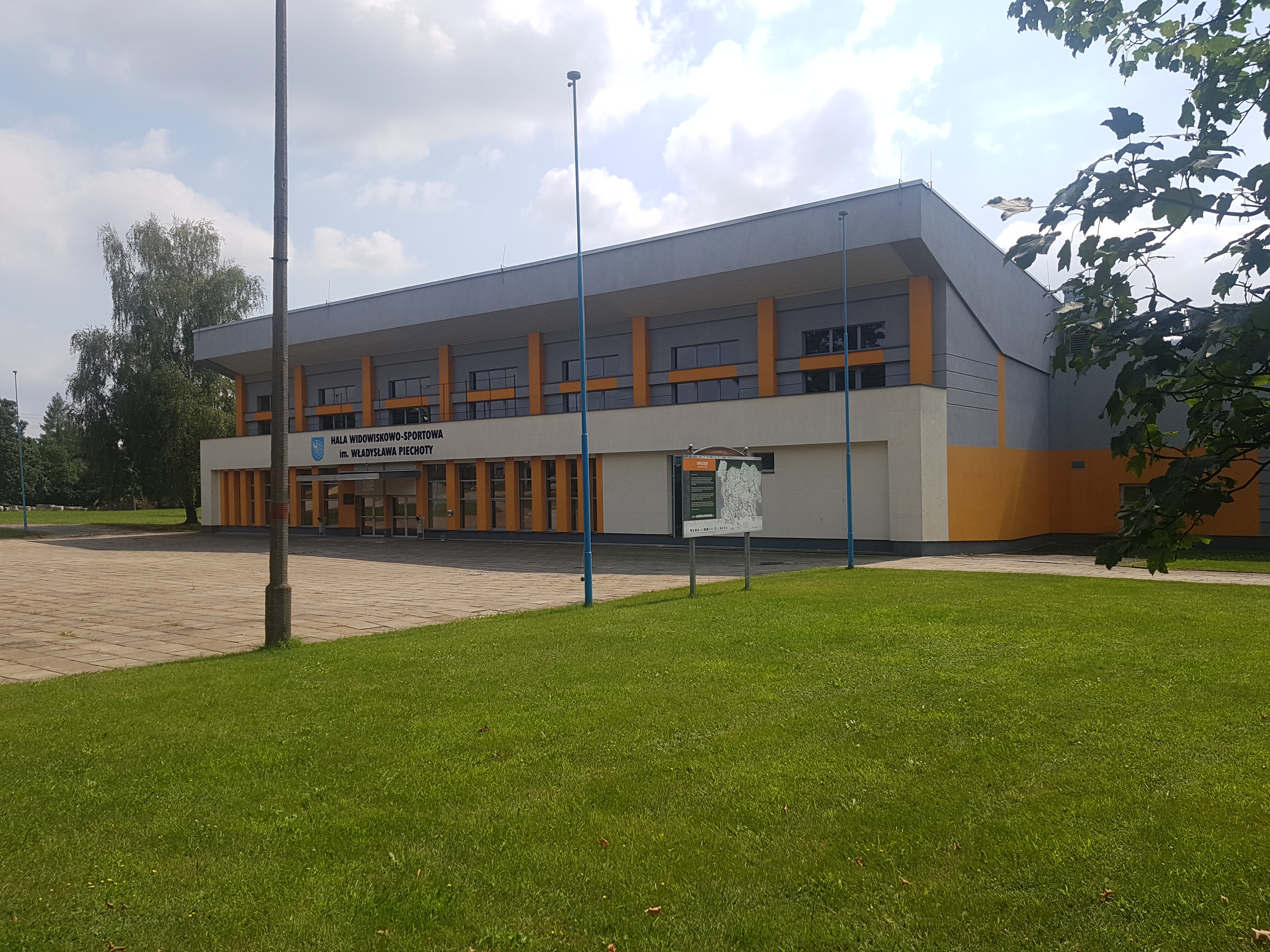
Hala widowiskowo-sportowa im. Władysława Piechoty

### Obiekty sportowe
- Stadion sportowy (ul. Olimpijska 1)
- Stadion sportowy (ul. Sportowa 1)
- Kryta pływalnia „Delfin” (ul. Wrzosów 2)
- Hala widowiskowo-sportowa im. Władysława Piechoty (ul. Kilińskiego 3)
- Boiska ORLIK 2012 (ul. Sportowa)

### Kluby sportowe
- Bongo Krapkowice (piłka nożna)
- Compensa Krapkowice (piłka nożna)
- Hestia Krapkowice (piłka nożna)
- KS Unia Krapkowice (piłka nożna)
- FKS Otmęt Krapkowice (piłka nożna)
- Wakro Krapkowice (piłka nożna)
- Zjednoczeni Krapkowice (piłka nożna)
- PV Volley Krapkowice (piłka siatkowa)

### Zawody sportowe
- Indywidualne Mistrzostwa Polski w Zapasach 2003

## Polityka
Miasto jest siedzibą gminy miejsko-wiejskiej. Organem wykonawczym jest burmistrz. W wyborach samorządowych w 2018 na urząd został wybrany Andrzej Kasiura. Siedzibą władz jest Urząd Miejski przy ul. 3 Maja 17. W mieście znajduje się starostwo powiatu krapkowickiego.

## Współpraca międzynarodowa
| Miasto       | Kraj              | Data podpisania umowy |
| ------------ | ----------------- | --------------------- |
| Wissen       | Niemcy            | 27 maja 2000          |
| Neugerdorf   | Niemcy            | 16 września 2001      |
| Camas        | Stany Zjednoczone | 2 maja 2004           |
| Hillsboro    | Stany Zjednoczone | 2 maja 2004           |
| Morawica     | Polska            | 2 maja 2004           |
| Zabierzów    | Polska            | 2 maja 2004           |
| Lipová-lázně | Czechy            | 2 maja 2004           |
| Rohatyn      | Ukraina           | 2 maja 2004           |
| Partizánske  | Słowacja          | 7 listopada 2017      |